# Rasmus Katholm
Rasmus Katholm (født 22. juni 1981) er en dansk tidligere professionel fodboldspiller, der senest spillede i Hobro IK.